# Terralonus
Genre
Terralonus est un genre d'araignées aranéomorphes de la famille des Salticidae.

## Distribution
Les espèces de ce genre se rencontrent aux États-Unis et au Canada,.

## Liste des espèces
Selon World Spider Catalog (version 18.0, 23/05/2017) :
- Terralonus banksi (Roewer, 1951)
- Terralonus californicus (Peckham & Peckham, 1888)
- Terralonus fraternus (Banks, 1932)
- Terralonus mylothrus (Chamberlin, 1925)
- Terralonus shaferi (Gertsch & Riechert, 1976)
- Terralonus unicus (Chamberlin & Gertsch, 1930)
- Terralonus versicolor (Peckham & Peckham, 1909)

## Publication originale
- Maddison, 1996 : Pelegrina Franganillo and other jumping spiders formerly placed in the genus Metaphidippus (Araneae: Salticidae). Bulletin of the Museum of Comparative Zoology, vol. 154, n. 4, p. 215-368 (texte intégral).